# Dacia Easy-R
Dacia Easy-R este o transmisie manuală automatizată folosită de Renault și Dacia, care utilizează acționarea electromecanică (mai degrabă decât acționarea electro-hidraulică) pentru a automatiza schimbarea vitezelor. Easy-R folosește o cutie de viteze manuală tradițională cu un ambreiaj electronic controlat de computer; schimbările de viteze fiind automate, nu este necesară o pedală de ambreiaj. Numărul de piese a fost redus cu un sfert, asigurând o mai bună fiabilitate și întreținere simplificată.
Easy-R a fost disponibil pe modelele Logan, Logan MCV, și Sandero. A fost disponibil și pe Duster și în prezent este încă disponibil pe Renault Kwid și Renault Triber. Există două versiuni: JS3 cu 5 trepte folosit la motoarele pe benzină și TS4 001 cu 6 trepte folosit la motoarele diesel.
Cutia de viteze Dacia Easy-R a fost un eșec răsunător, iar acum Dacia a trecut la utilizarea cutiilor de viteze CVT pe noile sale modele.

## Utilizare
Transmisia Easy-R are următoarele trepte: R, N, D, M+, M-
- R este treapta de marșarier. Este similar cu R atât în transmisiile manuale tradiționale, cât și în transmisiile complet automate.
- N este treapta neutră. Este similar cu N atât în transmisiile manuale tradiționale, cât și în cele complet automate.
- D este treapta de mers în față. Este echivalentul cu D într-o transmisie complet automată. Cutia de viteze dintr-o mașină cu transmisie manuală automatizată (AMT) este la bază o cutie de viteze manuală, în loc de una cu convertor de cuplu ca într-o transmisie automată tradițională.
- M- schimbă într-o treaptă de viteză inferioară în modul secvențial, de la M5 (M6 în mașinile AMT cu 6 trepte) la M1.
- M+ schimbă într-o treaptă de viteză superioară în modul secvențial, de la M1 la M5 (M6 în mașinile AMT cu 6 trepte).